# Kehler Zeitung

Das Logo der Zeitung

Die Kehler Zeitung ist eine Lokalzeitung für Kehl und das rechtsrheinische Hanauerland.
Sie wird in Offenburg von der Reiff Verlag GmbH & Co. KG als ein Kopfblatt der Mittelbadischen Presse herausgegeben.

## Geschichte
Am 8. Dezember 1863 wurde die erste Ausgabe des Kehler Grenzboten im Morstadt Verlag gedruckt, der im selben Jahr von August Morstadt gegründet wurde. Er erschien zunächst dreimal wöchentlich, später wurde er zum Kehler Wochenblatt.
Am 1. Oktober 1898 wurde die Kehler Zeitung zu einer Tageszeitung. Nach dem Zweiten Weltkrieg erschien die Kehler Zeitung erst wieder im Jahre 1949.
Die Erben der verstorbenen Kehler Verlegerin Hermine Morstadt übertrugen 1978 die Verlagsrechte auf den Reiff Medien Verlag in Offenburg.

## Persönlichkeiten
Zu den Persönlichkeiten, die für die Kehler Zeitung tätig waren, gehören Gerd Birsner, Torsten Haß und Jürgen Stark.